# Кейнън Лонсдейл
Кейнън Лонсдейл (на английски: Keiynan Lonsdale) е австралийски актьор, танцьор и автор на песни.

## Личен живот
Роден е в Сидни, Австралия на 19 декември 1991 г. Майка му е австралийка с ирландски корени, а баща му е нигериец с произход от рода Едо.
Най-известните му роли са Оливър Лойд в „Танцувална академия“, Уоли Уест/Хлапето светкавица в „Светкавицата“ и „Легендите на утрешния ден“, Юрая Педрад във филмите „Дивергенти 2: Бунтовници“ и „Дивергенти 3: Предани“, както и Брам в „С любов, Саймън“.
Кейнън Лонсдейл се разкрива като бисексуален през 2017 г.